# Wohnturm Benneckenbeck

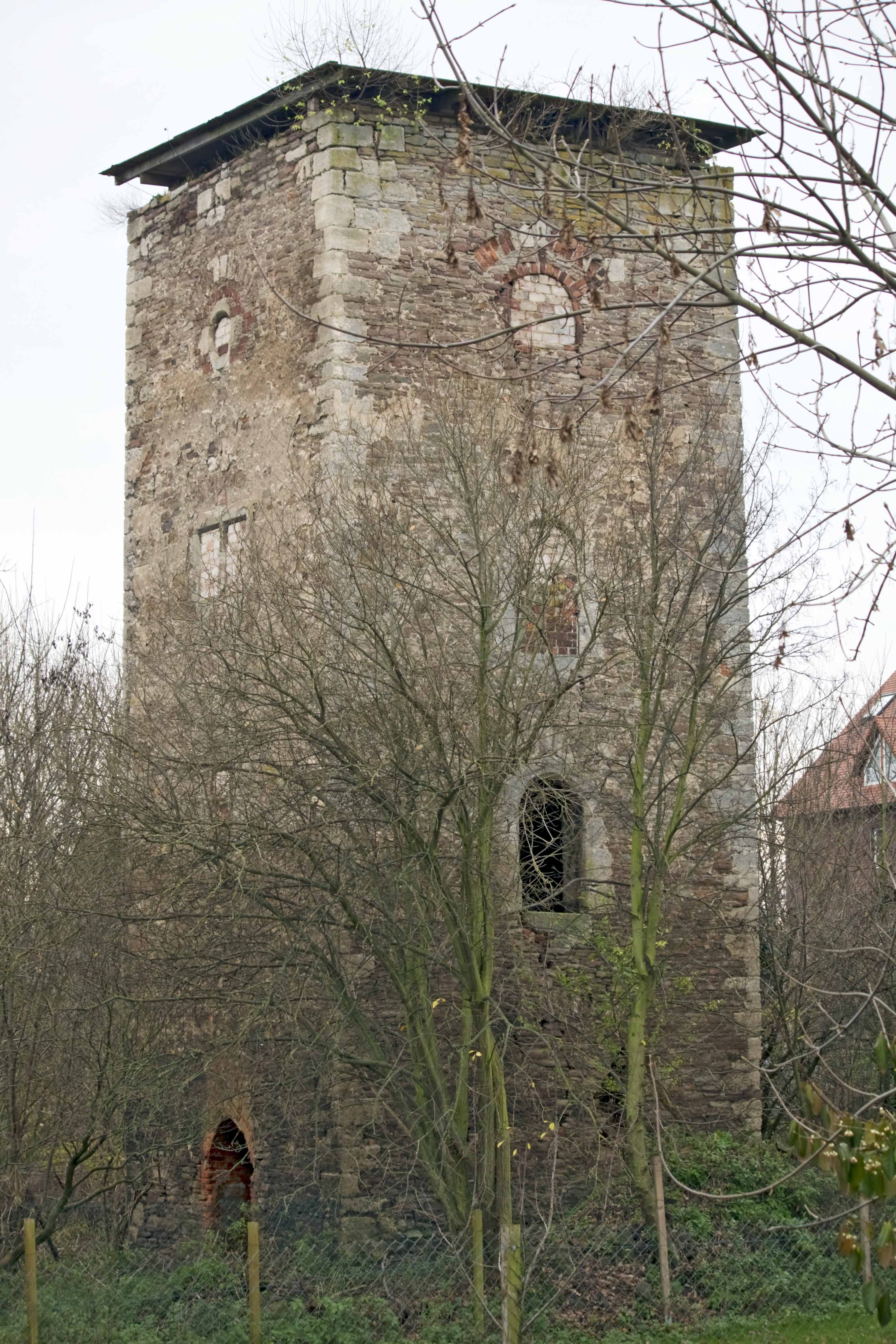
Wohnturm Benneckenbeck, 2013

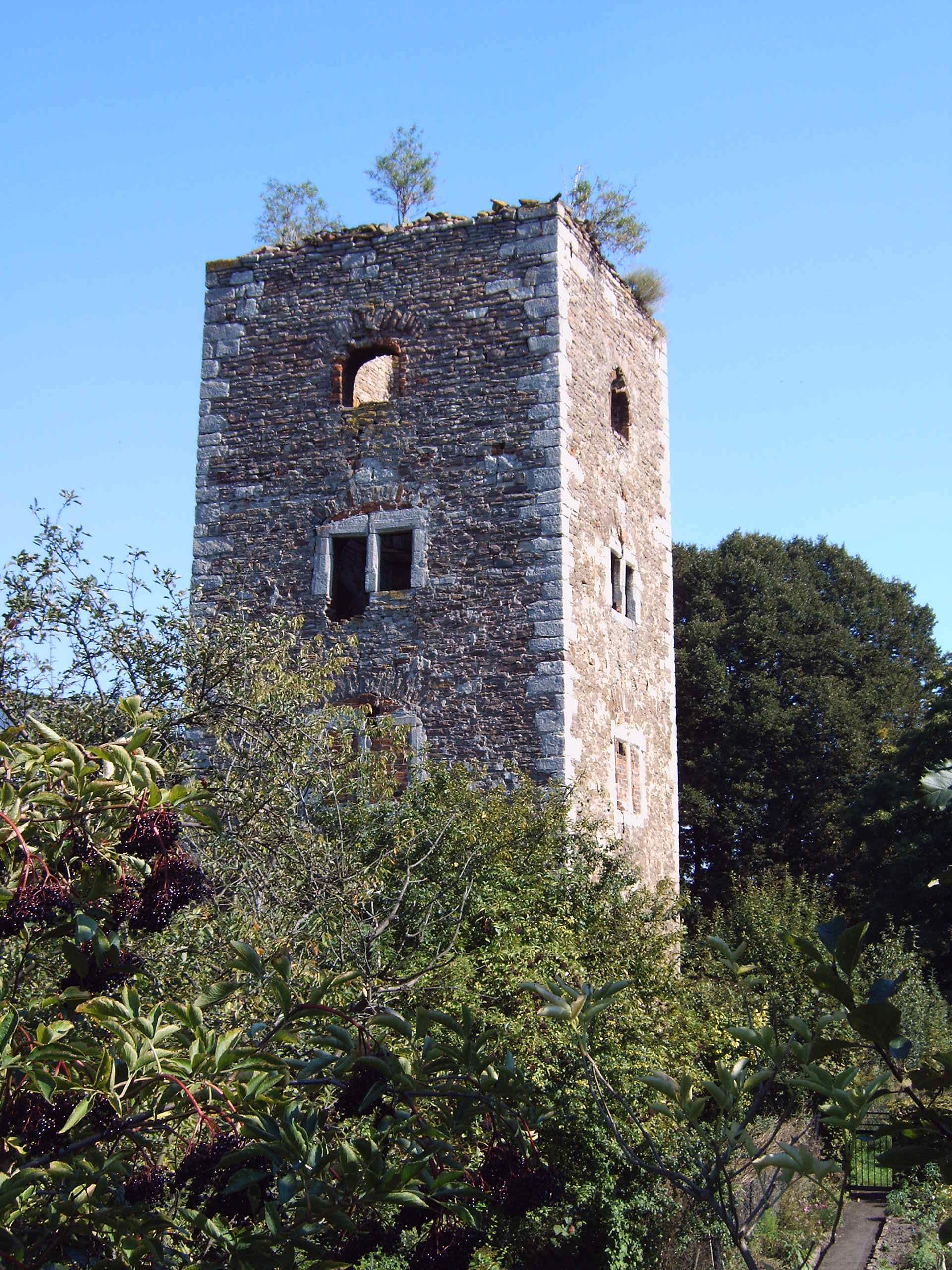
Westseite, 2005

Der Wohnturm Benneckenbeck ist ein Baudenkmal im Magdeburger Stadtteil Ottersleben.

## Geschichte
Das genaue Baujahr des Turms ist unbekannt. Er dürfte im 13. oder 14. Jahrhundert entstanden sein. Zum Teil wird jedoch auch der Zeitraum um 1500 oder 1520 angegeben. Neben der Zugangstür ist die Jahreszahl 1594 angebracht.
Dieser Wohnturm ist das älteste Gebäude des später nach Ottersleben eingemeindeten Dorfes Benneckenbeck. Der Turm diente den Bewohnern im Falle von Überfällen und Belagerungen als Fluchtmöglichkeit. Die drei Obergeschosse waren nur über eine Leiter von außen zu erreichen, die im Bedarfsfall eingezogen wurde. Im Bereich Otterslebens gab es mehrere solcher Türme, die jedoch, mit Ausnahme des Benneckenbeckers, alle nicht erhalten sind.

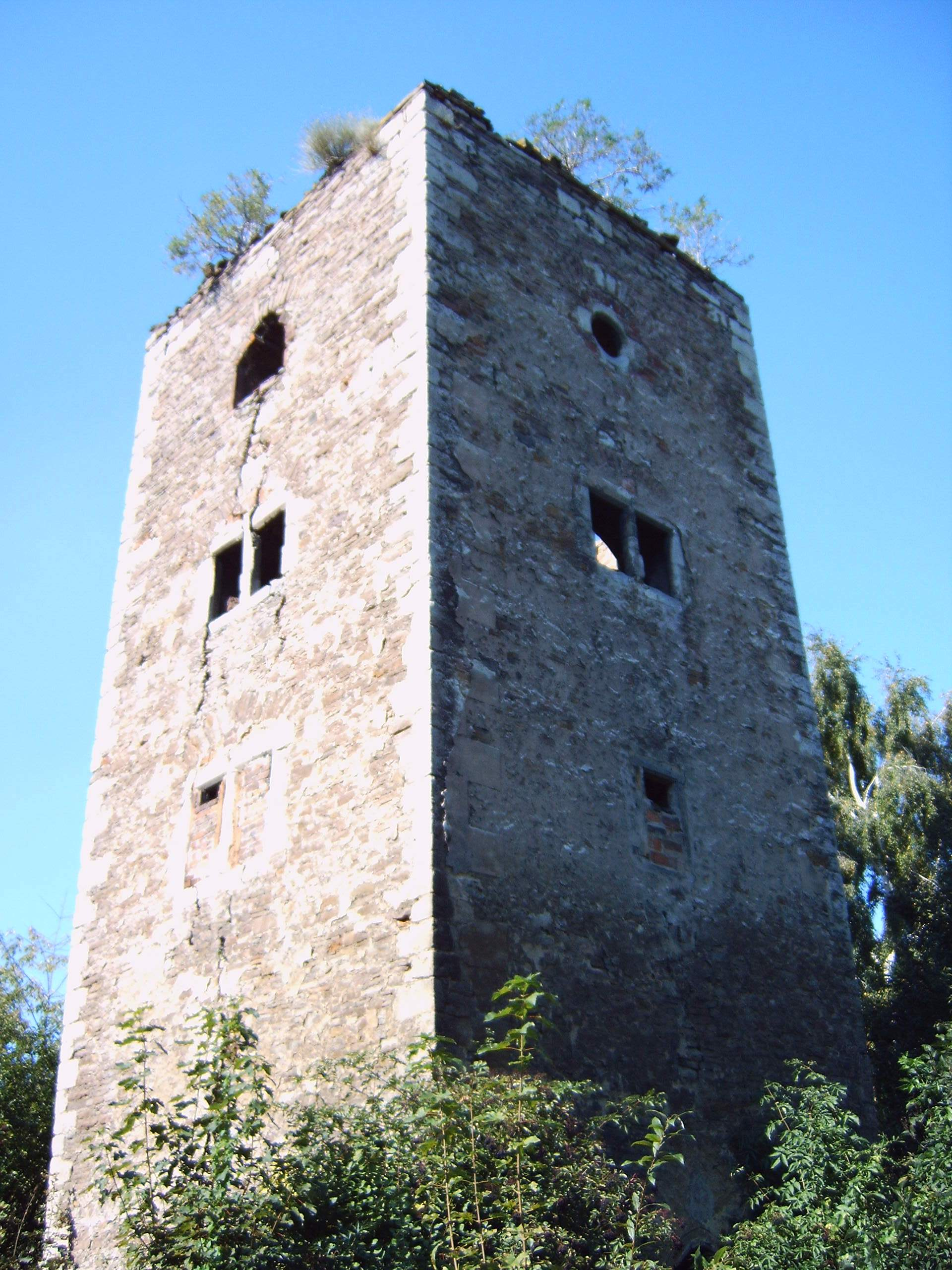
Süd-Ost-Seite

In späteren Zeiten bis hin zum Zweiten Weltkrieg wurde der Turm dann als Taubenturm genutzt. Im Jahr 1945 schlug der Blitz in den Turm ein. Die Dachkonstruktion brannte aus. Seitdem ist der Turm ungenutzt und verfällt. Anfang des 21. Jahrhunderts erfolgten Sicherungsarbeiten. Der Turm erhielt auch wieder ein Dach.
Im örtlichen Denkmalverzeichnis ist der Wohnturm unter der Erfassungsnummer 094 82435 als Baudenkmal verzeichnet.

## Lage und Bau
Der im Garten des Köhneschen Hofes stehende Wohnturm ist knapp 18 Meter hoch. Die Grundfläche ist quadratisch mit einem Seitenmaß von 6,50 Metern. Er ist aus Bruchstein errichtet. Die Gebäudeecken sind aus hellem Haustein gemauert. Das Erdgeschoss erreicht eine Höhe von 5,50 Metern und verfügt über ein Kreuzrippengewölbe.

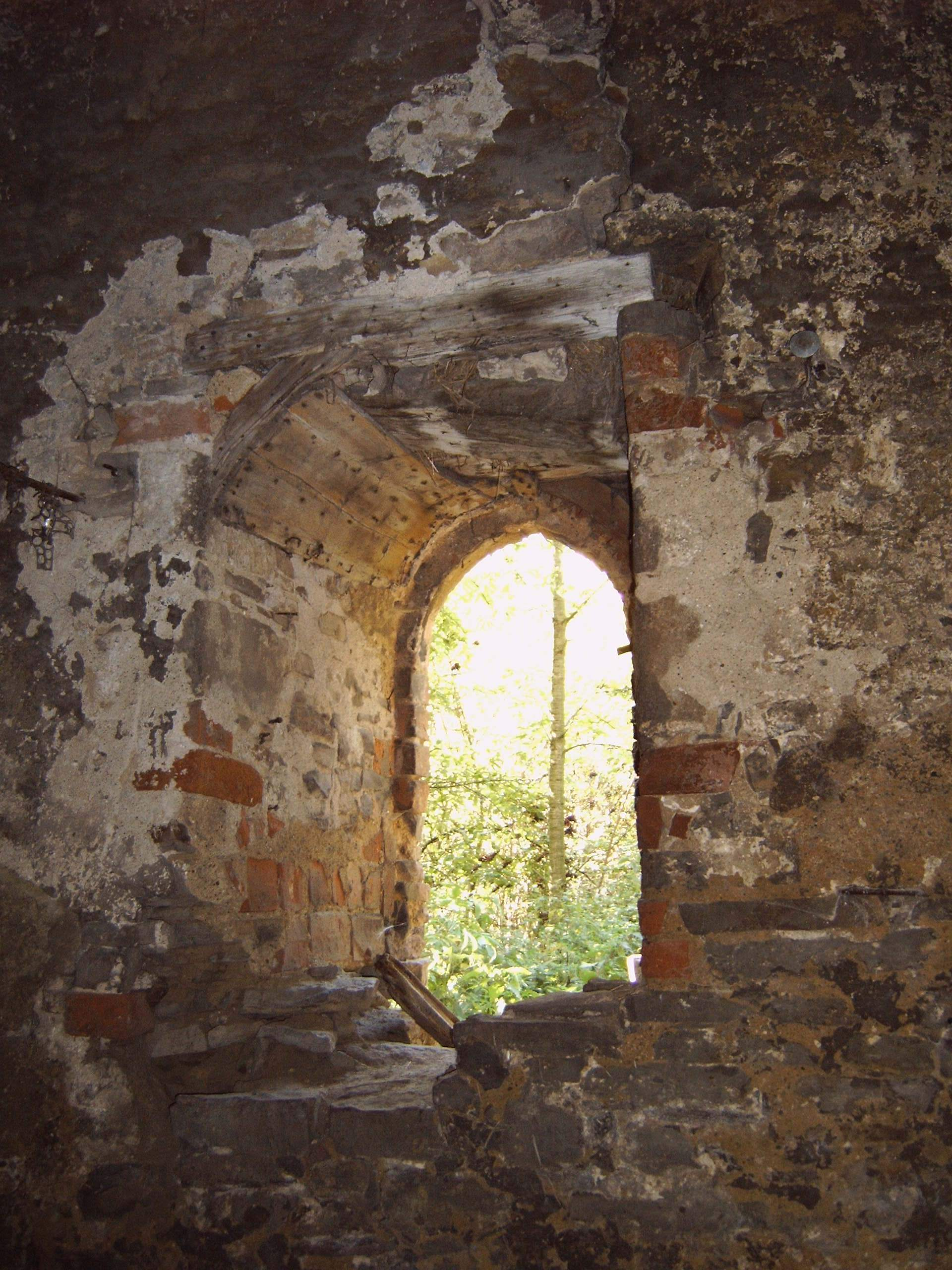
Westfenster – Erdgeschoss

Die Mauerstärke beträgt im Erdgeschoss 1,30 Meter, in den Obergeschossen 1,00 Meter. In der Mitte befindet sich eine aus Ziegeln gemauerte Säule. Die nur von außen erreichbaren drei Obergeschosse waren untereinander mit einer Holztreppe verbunden. Im ersten und zweiten Obergeschoss befinden sich auf der nördlichen Seite als Rundbogen gestaltete Einstiegsöffnungen. Diese beiden Geschosse verfügen auch über Zwillingsfenster mit profilierten Fensterstöcken. Im 3. Obergeschoss befinden sich Rundbogenfenster. Die Obergeschosse waren mit Flachdecken versehen. Das Dach war ursprünglich ein steiles Zeltdach, welches als Sparrendach ausgeführt und mit Biberschwänzen gedeckt war.